# Hans Hirn
Hans Hirn, född 5 september 1896 i Helsingfors, död där 27 maj 1970, var en finländsk bibliotekarie och historiker. Han var son till konstvetaren Yrjö Hirn.
Hirn blev filosofie doktor 1932. Han var 1921–1922 lärare vid Östra Nylands folkhögskola, 1922–1925 svensk bibliotekskonsulent vid Skolstyrelsen och 1925–1959 biträdande chefsbibliotekarie vid Helsingfors stadsbibliotek.
Han var 1938–1965 docent i Finlands och Skandinaviens historia vid Helsingfors universitet. Han intresserade sig särskilt för Finlands historia under 1700- och 1800-talet. Bland hans arbeten märks Alexander Armfelt (2 band, 1938–1948), von Willebrandska regementet (1962) och det postumt utgivna verket Från Lantingshausen till Jägerhorn - Ett värvat regemente i Finland 1751–1808 (1970). Han erhöll professors titel 1965. 